# Korora
Korora (ранее Kororaa) — дистрибутив Linux на базе Fedora. Первоначально Korora была двоичной установкой для Gentoo Linux, которая предназначалась для установки системы Gentoo с использованием сценариев установки вместо ручной настройки. Название произошло от слова из языка маори «Korora» — малого пингвина.

## История
Korora была основана Кристофером Смартом, как метод быстрой установки Gentoo Linux на нескольких персональных компьютерах. Крис также предполагал, что Korora будет использоваться для быстрой демонстрации возможностей Gentoo Linux для пользователей, которые критикуют «время компиляции». 7 ноября 2007 года Крис объявил, что он прекратил свою работу над проектом, а также, что новых версий Korora не будет.
Внедрение образа для компакт-дисков Korora XGL Live предназначалось для демонстрации возможностей Novell Xgl и Compiz.
23 декабря 2010 года Крис Смарт объявил о возрождении Kororas Fedora Remix.
2 мая 2013 года, была выпущена версия Korora 18 с новым названием.

## Разработка и перезапуск проекта
7 ноября 2007 года, Кристофер Смарт объявил, что разработка дистрибутива Korora завершена, и новые версии больше не будут выходить. Были приведены следующие причины:
- Sabayon Linux уже выполняет функцию бинарного дистрибутива Gentoo;
- Gentoo уже поставляется с графическим установщиком;
- Compiz уже установлен по умолчанию в MATE-редакции;
- Korora не могла конкурировать с другими дистрибутивами, которые по умолчанию включают несвободные драйверы;
- Работа в проекте была слишком большим для одного разработчика.

23 декабря 2010 года Кристофер Смарт анонсировал перезапуск Korora на базе Fedora:
Я знаю, что вы будете искать что-то, что связано с Linux, связанное с рождественскими праздниками и Новым годом, поэтому я только что выпустил первую устанавливаемую бета-версию для тестирования Live-DVD. Последним релизом будет Korora 14 (производная от Fedora 14) под кодовым названием Nemo. Как и в оригинальной Korora, она основана на KDE. Как есть, Korora возродился как ремикс Fedora, вдохновленный ремиксом Omega GNOME от Рахула Сундарама. Он нацелен на то, чтобы использовать все общие вычислительные средства «из коробки», и дистрибутив нацелен на включение пакетов программного обеспечения, которые большинство пользователей захотят.

## История версий
| Версия             | Дата релиза | Основан на |
| ------------------ | ----------- | ---------- |
| Beta 2 R1          | 2005-12-12  | Gentoo     |
| XGL Live CD 0.1    | 2006-03-08  | Gentoo     |
| XGL Live CD 0.2    | 2006-04-06  | Gentoo     |
| XGL Live CD 0.3    | 2006-10-04  | Gentoo     |
| 14 Beta            | 2010-12-25  | Fedora     |
| 14 Beta 2          | 2011-02-11  | Fedora     |
| 14 Beta 3          | 2011-03-02  | Fedora     |
| 14 Beta 4          | 2011-03-22  | Fedora     |
| 14 Beta 5          | 2011-03-31  | Fedora     |
| 14 Beta 6          | 2011-04-22  | Fedora     |
| Kororaa Linux 14   | 2011-05-31  | Fedora     |
| 15 Beta            | 2011-07-16  | Fedora     |
| 15 Beta 2          | 2011-07-20  | Fedora     |
| Kororaa Linux 15   | 2011-09-20  | Fedora     |
| Kororaa Linux 15.1 | 2011-10-20  | Fedora     |
| Kororaa Linux 16   | 2011-12-16  | Fedora     |
| Kororaa Linux 17   | 2012-07-16  | Fedora     |
| Korora 18          | 2013-05-02  | Fedora     |
| Korora 19          | 2013-07-02  | Fedora     |
| Korora 19.1        | 2013-10-08  | Fedora     |
| Korora 20          | 2014-01-10  | Fedora     |
| Korora 21 Beta     | 2015-01-03  | Fedora     |
| Korora 21          | 2015-02-07  | Fedora     |
| Korora 22          | 2015-08-02  | Fedora     |
| Korora 23          | 2016-02-07  | Fedora     |
| Korora 24          | 2016-07-19  | Fedora     |
| Korora 25          | 2016-12-07  | Fedora     |
| Korora 26          | 2017-09-16  | Fedora     |